# Gettone

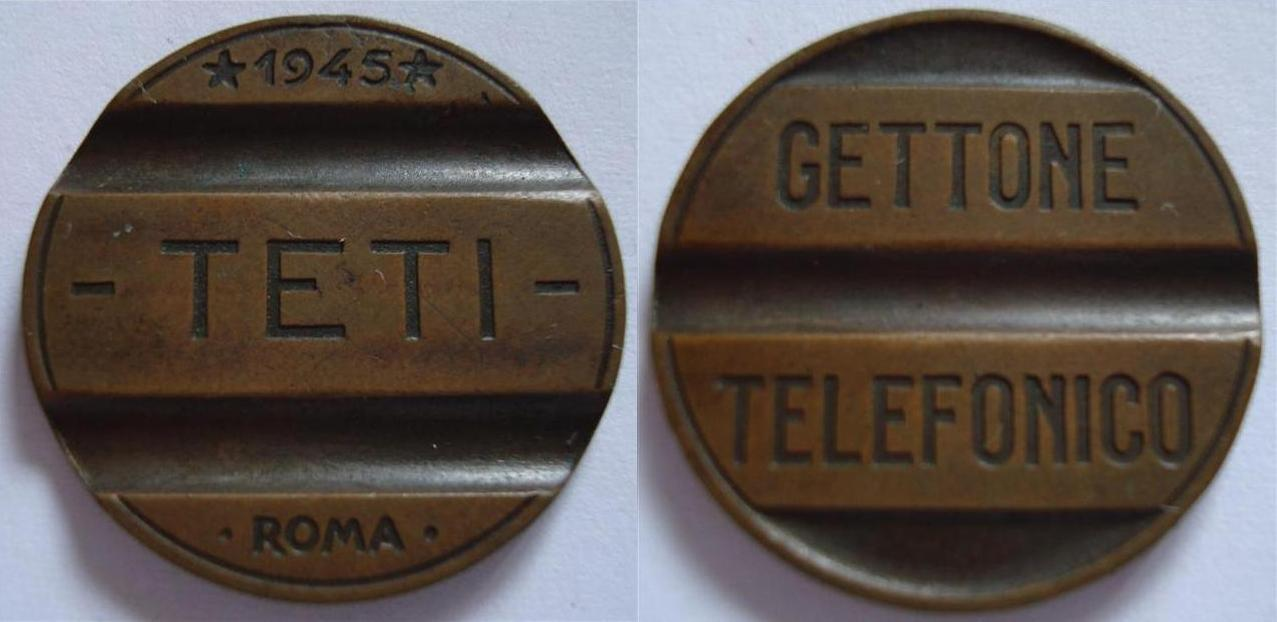
"Gettone telefonico" de 1945.

Gettone significa "ficha" en italiano. Más concretamente, la palabra gettone se puede utilizar para referirse al gettone telefonico (ficha telefónica), que se utilizó durante gran parte del siglo XX en las cabinas telefónicas.
El gettone fue introducido en 1927 por STIPEL y posteriormente adoptado por otras compañías telefónicas. La última versión del mismo (como se reproduce en la imagen a continuación) se produjo entre 1959 y 1980. En esta última versión, el gettone tenía la fecha marcada en forma de un número de cuatro dígitos en la parte inferior del anverso del simbólico. Los primeros dos dígitos representan el año en que se acuñó la ficha. Los dos últimos dígitos representan el mes. Ejemplo: "7805" representa "mayo de 1978". Su uso cesó en el 2001, coincidiendo con la próxima introducción del euro en el 2002.

## Gettonecomo medio de pago

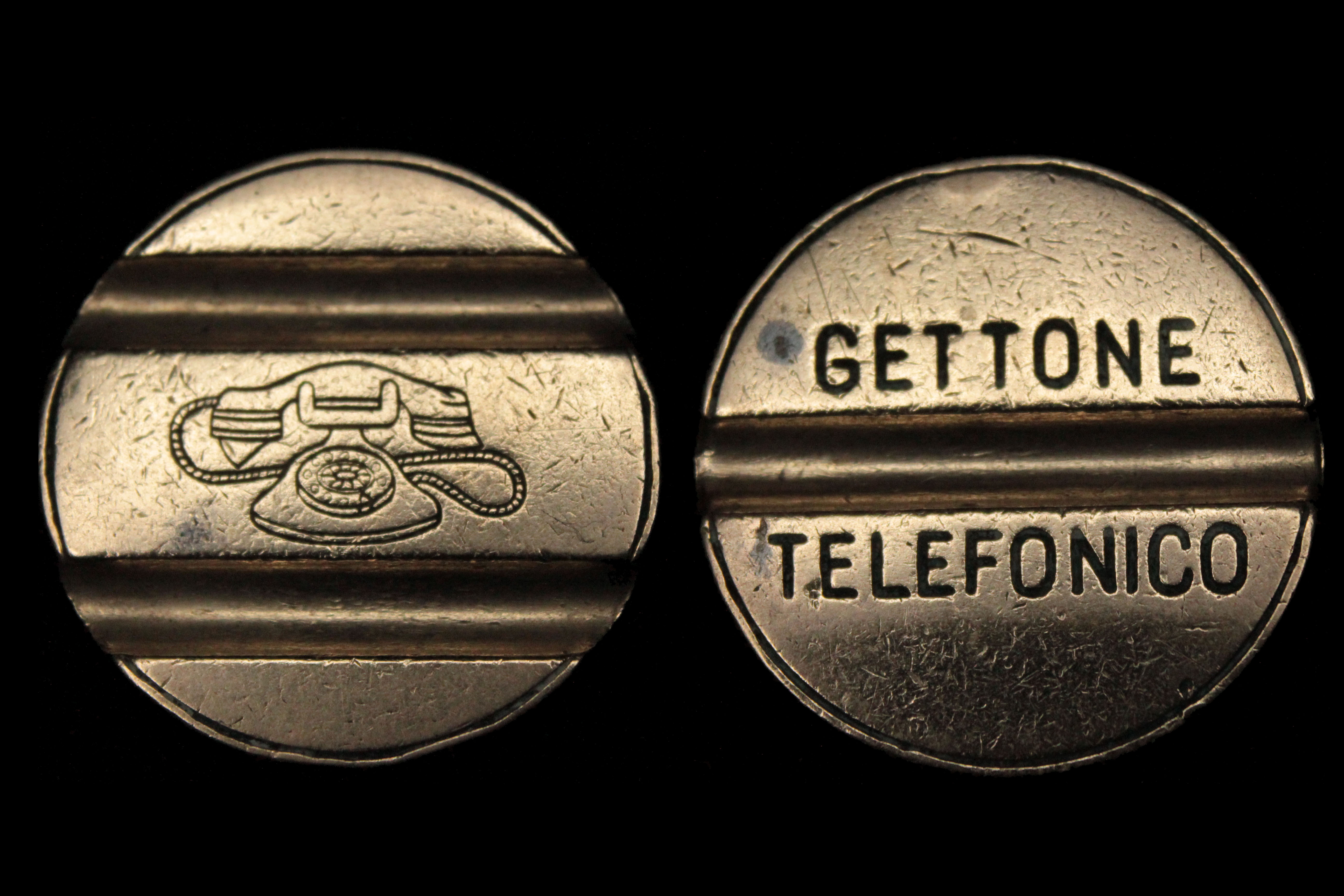
Gettone telefonico utilizado de 1959 al 2001.

En la década de 1970, el valor del metal utilizado en las monedas italianas pequeñas había alcanzado un valor superior al valor nominal. Esto provocó una escasez de monedas en el mercado, lo que obligó al uso circulante del gettoni, sellos y boletos de autobús para transacciones pequeñas o intercambios parciales de un pago mayor.
Los gettoni se hicieron tan comunes y tan conocidos que fueron considerados de curso legal, siendo casi siempre aceptados como forma de pago. Un gettone se valoraba en 50 liras hasta 1980, 100 liras hasta 1984 y 200 liras a partir de 1984. Así, el gettone se hizo conocido como un artículo típico italiano incluso fuera de Italia.